# Doris Eisenburger
Doris Eisenburger (* 4. Mai 1966 in Mediasch, Siebenbürgen, Rumänien) ist eine Kinderbuchillustratorin. Sie ist verheiratet, hat zwei Kinder und wohnt seit 1974 in München.
Seit 1990 ist sie freiberufliche Illustratorin. Bekannt wurde sie durch die Reihe "Bibliothek der Kinderklassiker" im Annette Betz Verlag im Verlag Ueberreuter. Zehn dieser vergriffenen Werke wurden ab 2003 in der Gondolino-Reihe des Gondrom-Verlags in gekürzter Fassung neu aufgelegt. Inzwischen hat Eisenburger über 20 Bilderbücher und Bücher illustriert, hauptsächlich von Dirk Walbrecker, sowie 14 Musikbücher, die hauptsächlich in Zusammenarbeit mit Ernst A. Ekker und Marko Simsa entstanden.
Doris Eisenburgers Originalillustrationen wurden auch in zahlreichen Ausstellungen im In- und Ausland gezeigt.

## Ehrungen
- LesePeter März 2010 mit Marko Simsa für das Sachbuch Die Moldau (2009)
- Federhasenpreis 1996, 1. und 2. Platz